# Gordon Chan
Gordon Chan Kar-Seung (Hong Kong,  16 de enero de 1960) es un director de cine y guionista. Sus obras cinematográficas más notables incluyen a Thunderbolt, Beast Cops, Fist of Legend, El poder del talismán, Painted Skin, 2000 AD y Legend of the Fist: The Return of Chen Zhen. Su película de 1996 First Option fue exhibida en la vigésima edición del Festival Internacional de Cine de Moscú.

## Filmografía

### Como director
- 18 Golden Destroyers (1985)
- The Yuppie Fantasia (1988)
- Diary of a Small Man (1989)
- Brief Encounter in Shinjuku (1990)
- Fight Back to School (1991)
- Inspector Pink Dragon (1991)
- Royal Tramp (1992)
- Royal Tramp 2 (1992)
- Fight Back to School II (1992)
- Game Boy Kids (1992)
- King of Beggars (1992)
- The Long and Winding Road (1994)
- The Final Option (1994)
- Fist of Legend (1994)
- Thunderbolt (1995)
- First Option (1996)
- Armageddon (1997)
- Beast Cops (1998)
- 2000 AD (2000)
- Okinawa Rendez-vous (2000)
- Cat and Mouse (2003)
- El poder del talismán (2003)
- A-1 Headline (2004)
- Kung Fu Master (2005)
- Undercover Hidden Dragon (2006)
- Mr. 3 Minutes (2006)
- Painted Skin (2008)
- The King of Fighters  (2010)
- Mural (2011)
- The Four (2012)
- The Dark Meteors (2012)
- The Four II (2013)
- The Four III (2014)
- Secret Treasure (2015)[5]
- God of War (2017)

### Como guionista
- Behind the Yellow Line (1984)
- The Yuppie Fantasia (1988)
- Dragons Forever (1988)
- Double Fattiness (1988)
- Heart to Hearts (1988)
- The Big Heat (1988)
- Diary of a Small Man (1989)
- Brief Encounter in Shinjuku (1990)
- Fight Back to School (1991)
- The Cat (1991)
- Hard Boiled (1992)
- Game Boy Kids (1992)
- She Starts the Fire (1992)
- King of Beggars (1992)
- The Long and Winding Road (1994)
- The Final Option (1994)
- The Bodyguard from Beijing (1994)
- Fist of Legend (1994)
- Thunderbolt (1995)
- First Option (1996)
- Armageddon (1997)
- Beast Cop (1998)
- Cat and Mouse (2003)
- The Medallion (2003)
- A-1 Headline (2004)
- Daisy (2006)
- Undercover Hidden Dragon (2006)
- Mr. 3 Minutes (2006)
- Painted Skin (2008)
- Legend of the Fist: The Return of Chen Zhen (2010)
- Mural (2011)

### Como productor
- The Vineyard (1989)
- Neverending Summer (1992)
- 1001 Nights (1995)
- Armageddon (1997)
- Cause We Are So Young (1997)
- Hitman (1998)
- When I Look Upon the Stars (1999)
- Option Zero (2000)
- Okinawa Rendez-vous (2000)
- Heroes in Love (2001)
- Funeral March (2001)
- Every Dog Has His Date (2001)
- Time 4 Hope (2002)
- A-1 Headline (2004)
- Kung Fu Master (2005)
- Curse of Lola (2005)
- Mr. 3 Minutes (2006)
- Painted Skin (2008)
- Legend of the Fist: The Return of Chen Zhen' (2010)
- Mural (2011)
- Coming Back (2011)